# Ahosaari (ö i Mellersta Finland, Jämsä)
Ahosaari är en liten ö i Nytkymenjärvi i Finland. Den ligger i kommunen Jämsä i den ekonomiska regionen  Jämsä  och landskapet Mellersta Finland, i den södra delen av landet, 190 km norr om huvudstaden Helsingfors. Öns area är 4,4 hektar och dess största längd är 350 meter i sydöst-nordvästlig riktning.